# Manuel Godinho de Erédia
Pour les articles homonymes, voir Godinho.
Manuel Godinho de Erédia, né le 16 juillet 1563 à Malacca et mort en 1623 à Goa, est jésuite et navigateur, cosmographe, mathématicien et cartographe portugais.

## Biographie

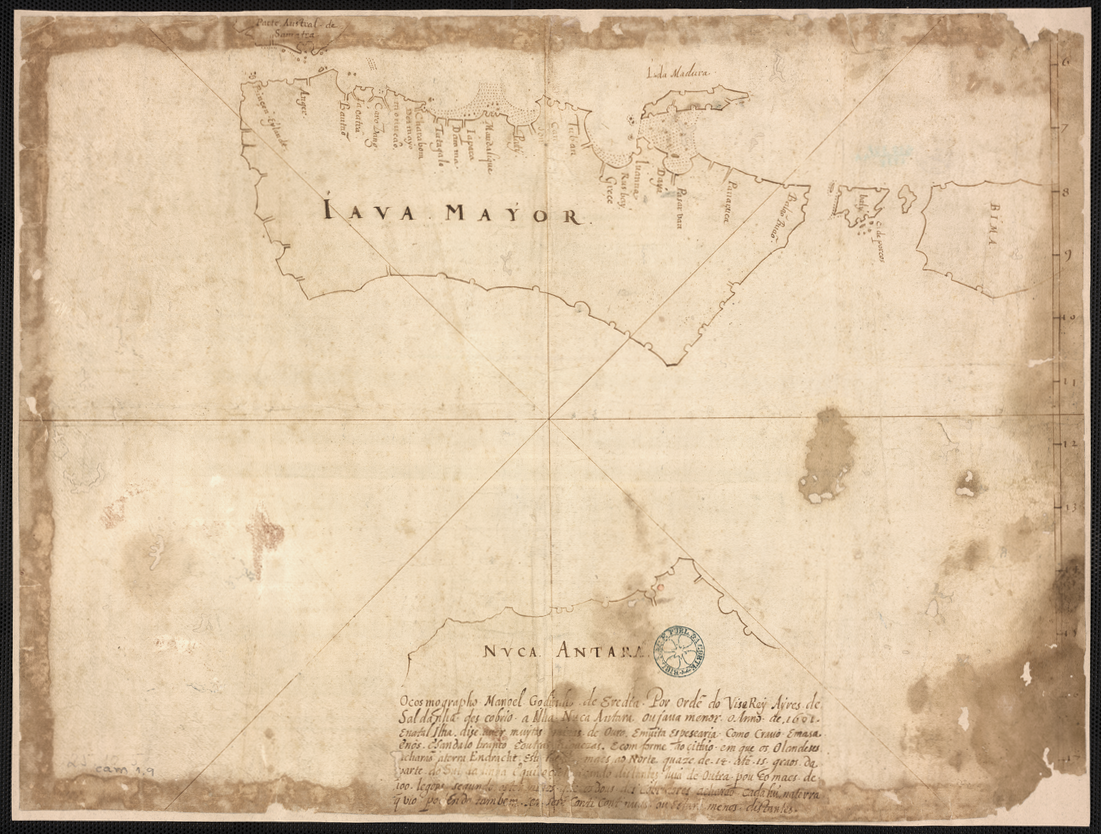
Carte de Godinho de Erédia montrant Java et peut-être l'Australie (marquée Nuca Antara)

Après des études au collège jésuites de Goa, il entre en 1579 dans la Compagnie de Jésus, il devient navigateur et est connu pour avoir, en 1601, longer la côte nord-ouest de l'Australie vers l'île Melville avant de reconnaître la Nouvelle-Galles du Sud. Il serait ainsi le premier européen à avoir vu l'Australie mais ce voyage est contesté. Godinho pourrait en réalité s'être inspiré de descriptions de Cristóvão de Mendonça (1521) ou de Gomes de Sequeira (en) (1525) qui pourraient avoir aperçu le continent avant lui,.
Outre de nombreuses cartes, on lui doit divers ouvrages dont Historia de serviços com Martirio de Luis Monteiro (1615).
Jules Verne le mentionne dans son roman Mistress Branican (partie 2, chapitre I) mais écrit « Godenbho ».